# Luis Federico Leloir
Luis Federico Leloir (Parigi, 6 settembre 1906 – Buenos Aires, 2 dicembre 1987) è stato un biochimico argentino.

Nel 1970 vinse il Premio Nobel per la chimica con la seguente motivazione:

## Biografia
Come medico dell'Ospedale Ramos Mejía Leloir decise di dedicarsi alla ricerca di laboratorio. Da allora, Leloir si specializzò nel metabolismo dei carboidrati.
All'inizio degli anni quaranta, Leloir conosce Bernardo A. Houssay, dell'istituto che più tardi si chiamerà Istituto Leloir e che Leloir diresse per 40 anni a partire dalla sua fondazione avvenuta nel 1947.
Le ricerche di Leloir si svilupparono durante il periodo in cui era alla guida di questo laboratorio, contemporaneamente divenne professore associato alla Facoltà di Scienze Naturali.
All'inizio del 1948, il gruppo di Leloir identificò gli zuccheri del carnucleotide, composti che giocano una parte fondamentale nel metabolismo dei carboidrati, una scoperta che portò all'Istituto un riconoscimento da parte della comunità scientifica mondiale. A Leloir venne prontamente assegnato il Premio de la Sociedad Científica Argentina e fu uno di pochi di origine straniera a ricevere un tal premio.
Nel 1970 Leloir Ricevette il Premio Nobel per la chimica per la scoperta dei nucleotidi degli zuccheri e per la spiegazione della loro funzione nella biosintesi dei carboidrati.
Più tardi, il suo team si dedicò alla glicoproteina, ed alla determinazione della causa della galattosemia, una severa forma di intolleranza al lattosio.
Morì a Buenos Aires nel 1987 e fu seppellito nel Cimitero della Recoleta.